# Lokėnai

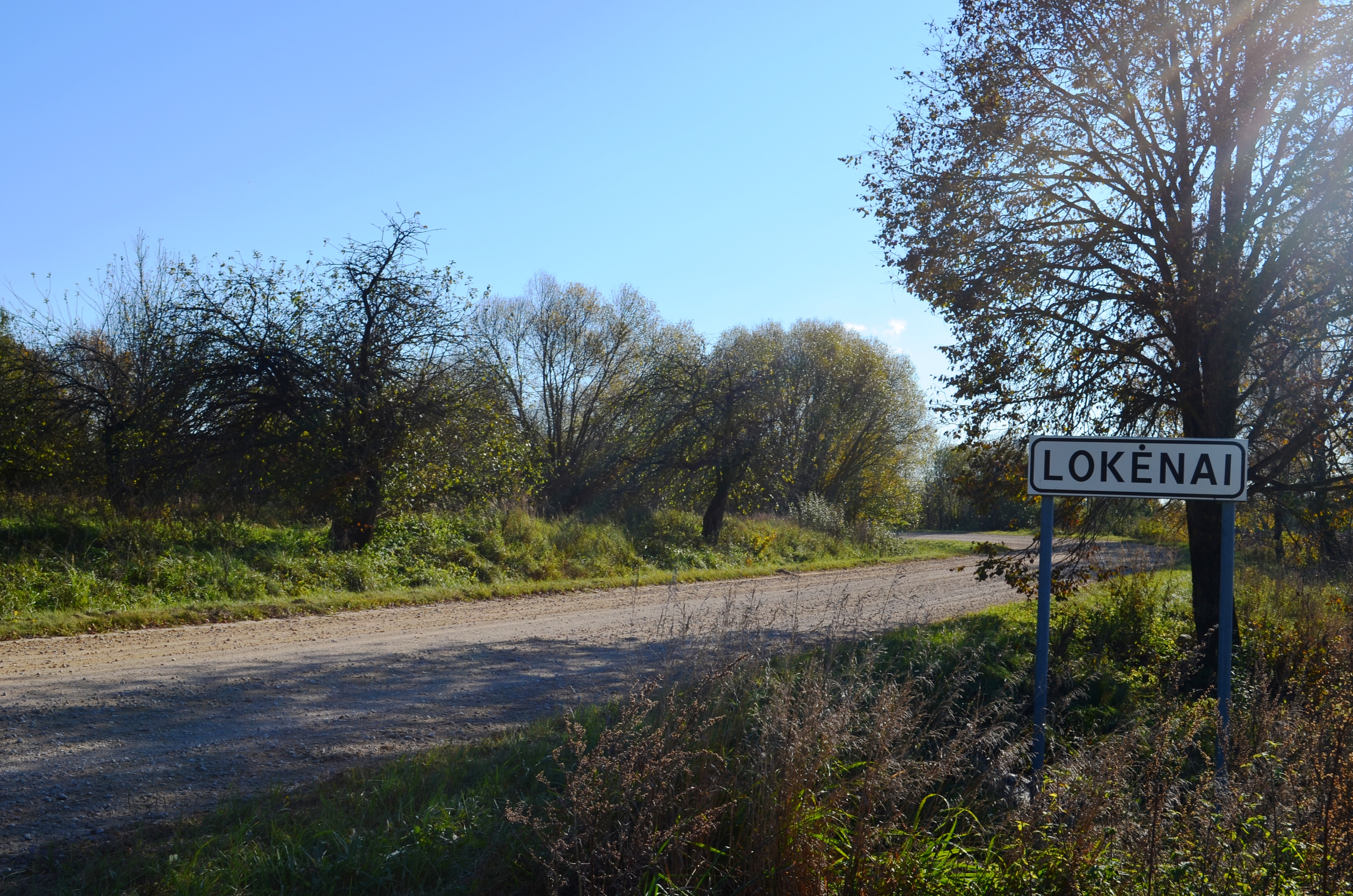
Einfahrt

Lokėnai ist ein Dorf im Amtsbezirk Deltuva, im Westen der Rajongemeinde Ukmergė, Bezirk Vilnius, Litauen. Das Dorf liegt an der Fernstraße  145  (Kėdainiai–Šėta–Ukmergė). Im westlichen Teil des Dorfes entspringt der Fluss Lokys. 1923 lebten hier 175 Einwohner, in Sowjetlitauen etwa 65; jetzt nur 19 (Stand 2011). Das Dorf wurde in den Chroniken des Deutschen Ordens als Lokene urkundlich bezeichnet.